# SMS Tátra
SMS Tátra – austro-węgierski niszczyciel z początku XX wieku. Pierwsza jednostka typu Tátra. Okręt przetrwał I wojnę światową i po jej zakończeniu został przekazany Włochom; wcielony do Regia Marina pod nazwą Fasana. Skreślony z listy floty w 1923 roku.
„Tátra” wyposażona była w cztery kotły parowe opalane ropą i dwa opalane węglem. Współpracowały one z dwoma turbinami parowymi AEG-Curtis. Okręt uzbrojony był w dwie pojedyncze armaty kalibru 100 mm L/50, sześć pojedynczych armat 66 mm L/45, oraz dwie podwójne wyrzutnie torped kalibru 450 mm.